# Дереивская культура
Дере́ивская культура — археологическая культура эпохи среднего энеолита (4300—3850 лет до н. э.), распространённая в степных лесостепных районах Украины.

## Историография степных памятников Украины эпохи среднего энеолита
Точки зрения культурной принадлежности и хронологии погребальных памятников:
- Д. Я. Телегин включал памятники типа балки Квитяной (Квитянская культура) и села Дереивка (Дереивская культура) в, выделенную им, Среднестоговскую культуру (около 4500 — 3000 лет до н. э. по калиброванной хронологии). В первый период Среднестоговской культуры он включил квитянские памятники, во второй — дереивские;
- В. Н. Даниленко также относил квитянские памятники к более древней фазе Стоговского периода, а дереивские — к более молодой. Но он допускал параллельное существование квитянских памятников с памятниками Скелянской (Скелянская культура) и Стоговской фаз Стоговского периода, а затем их сменяли более молодые дереивские памятники второй половины трипольского этапа BII;
- О. Г. Шапошникова в 1987 году предложила три периода развития среднестоговских памятников: 1-й — Квитянский период (синхронен Хвалынской культуре — концу трипольского этапа A); 2-й — Стоговский период (синхронен Триполью этапов BI, BII); 3-й — Дереивский период (синхронен Триполью этапов CI, CII);
- Ю. Я. Рассамакин и Н. С. Котова в 1990-х годах предложили новую схему развития энеолита степной зоны Украины. Памятники среднестоговской культуры разделялись на Скелянскую, Дереивскую и Квитянскую культуры. Ранний энеолит степной зоны представлен Скелянской культурой (4750—4100 лет до н. э.) и далее Стоговской (4100—3900/3800 лет до н. э.). Средний энеолит степной зоны (3900/3800—3500/3400 лет до н. э.) представлен сосуществованием четырёх культур: Нижнемихайловской, Квитянской, Дереивской и Постстоговской группой Стоговской культуры;
- Н. С. Котова впоследствии изменила свою точку зрения и объединила памятники раннего энеолита в Среднестоговскую культуру, а памятники среднего энеолита типа Дереивки и Квитяной — в Дереивскую культуру;
- Т. Г. Мовша[укр.] (конец 1990-х годов) видела две линии в развитии степных энеолитических памятников: Квитянско-Дереивскую (и что квитянские памятники древнее дереивских) и Скелянско-Стоговскую с объединением обеих линий в трипольский период этапа CII.

Преобладающей точкой зрения исследователей является мнение о принадлежности памятников типа квитянских (более древних) и дереивских к одной культуре, но к её разным хронологическим периодам. Вторая точка зрения: квитянские и дереивские памятники принадлежат разным культурам, но одного периода. Третья точка зрения: квитянские и дереивские памятники синхронны и входят в одну Дереивскую культуру.

## Описание
Культура названа по селу Дереивка Кировоградской области Украины, где в 1959 году на правом берегу Днепра Д. Я. Телегин раскопал поселение и могильник времён среднего энеолита.
В результате исследования памятников от правобережного Днепра до Дона к Дереивской культуре отнесены около 25 поселений и более 40 грунтовых и подкурганных погребений. Для Дереивской культуры характерны небольшие стоянки и поселения, состоящие из слабо углубленных в землю жилищ со столбовой конструкцией стен. Материальная культура представлена в основном керамикой, орудиями труда из кременя, рогов и костей животных, украшениями.
Население хоронило умерших в грунтовых могильниках вблизи своих поселений и под курганами, рядом с которыми поселения не обнаружены. В грунтовых могильниках захоронения иногда перекрывались каменными закладками или ограждались камнями. Чаще насыпался земляной холмик для отметки места погребения. Высота насыпей курганов составляла от 60 см до 2,7 м, диаметр колебался от семи до 20 м. Часто курганные насыпи сопровождались кромлехами. Положение умерших не было единообразным. Костяки лежали скорченно или вытянуто на спине, скорченно на правом боку, полусидя и имели разнообразную ориентировку. Немногочисленный погребальный инвентарь включал керамику, изделия из кремня и кости, раковины, украшения. Были также и безынвентарные захоронения.
О земледельческом ведении хозяйства свидетельствуют отпечатки на керамике пшеницы-двузернянки, ячменя, проса, гороха, обломки зернотёрок и многочисленные мотыги из оленьих рогов. Следовательно, земледелие было мотыжным, не пахотным. Люди дереивской культуры были земледельцами и больше скотоводами чем охотниками, так как доля домашних животных среди костей составляет 83 %, а диких (оленя, косули, кабана, лося, выдры, волка, лисы, бобра, дикого осла) — 17 %. В стаде крупного рогатого скота было больше, чем мелкого и преобладали лошади, что может говорить о табунном коневодстве.
Европеоидный тип населения дереивской культуры определён по реконструкции черепа представителей культуры.